# Fuad Amin
Fuad Anwar Amin (in arabo فؤاد أنور‎?; 13 ottobre 1970) è un ex calciatore saudita, di ruolo centrocampista.

## Carriera

### Club
Ha giocato con l'Al-Shabab e con l'Al-Nasr, giocando un solo anno in Cina, con lo Sichuan Tsyuansin.

### Nazionale
Dal 1992 al 1998 ha fatto parte della Nazionale saudita, giocandovi anche due campionati mondiali. In occasione dei mondiali di USA '94 ha realizzato due reti (una contro i Paesi Bassi, l'altra contro il Marocco) che hanno aiutato la squadra a raggiungere gli ottavi di finale. Grazie ai suoi due gol è il miglior marcatore dell'Arabia Saudita al mondiale. Ai mondiali di Francia '98 è stato vittima di un fallo intenzionale che ha portato all'espulsione diretta della stella francese Zinédine Zidane.

## Palmarès

### Nazionale
- Coppa d'Asia: 1

1996